# Wróbel na lodzie
Wróbel na lodzie (ros. Воробей на льду, Worobiej na ldu) – radziecki film komediowy dla dzieci z 1983 roku wyreżyserowany przez Walentina Chowienkę. Komedia o chłopcu, który dzięki uporowi i samozaparciu dostał się do drużyny hokejowej w szkole sportowej. Film prezentowany był na 2. festiwalu filmów rosyjskich w Polsce 2008 - Sputnik nad Polską w sekcji Mały Sputnik 2008.

## Fabuła
Dziesięcioletni Sasza Worobjow pragnie zostać hokeistą. Chłopiec zgłasza się na eliminacje do szkoły sportowej, jednak nie przechodzi nawet wstępnego etapu. Chłopiec ucieka się do różnych sposobów, które umożliwiłyby mu przyjęcie do szkoły, jednocześnie jednak dużo i z uporem trenuje, poznaje tajniki hokeja, co - w końcu - otwiera mu drogę do klasy sportowej.

## Obsada
- Władisław Galliulin jako Sasza Worobjow
- Oleg Potapow jako Dima Siergiejczikow
- Vytautas Tomkus jako Konstantin Pietrowicz Morozow, trener
- Leonid Jarmolnik jako nauczyciel muzyki
- Anastasija Iwanowa jako nauczycielka języka rosyjskiego i literatury
- Jewgienija Chanajewa jako kapitan milicji
- Maksim Puczkow jako starszy brat Saszy
- Jelena Korolowa jako matka Saszy
- Oksana Pawłowska jako Katia Morozowa, córka trenera
- Wiera Orłowa jako woźna Tatjana Iwanowna
- Anatolij Barancew jako Iwan Dmitrijewicz, dyrektor szkoły sportowej
- Wiaczesław Wojnarowski jako tłuścioch

## Wersja polska
- Wersja polska: Studio Opracowań Filmów – Oddział w Łodzi
- Reżyser: Grzegorz Sielski
- Tekst: Elżbieta Włodarczyk
- Dźwięk: Elżbieta Matulewicz
- Montaż: Ewa Rajczak
- Kierownik produkcji: Bożena Dębowska-Kupsz
- W wersji polskiej udział wzięli:
  - Lubomir Kalinowski – Sasza
  - Piotr Dobrzyński – Dima
  - Stanisław Jaskułka – trener